# Imakane
Imakane (今金町?) è una cittadina giapponese della prefettura di Hokkaidō.